# Przechody (powiat grajewski)
Przechody – wieś w Polsce położona w województwie podlaskim, w powiecie grajewskim, w gminie Grajewo.
W lipcu 1944 Niemcy dokonali pacyfikacji wsi. Zamordowali 26 osób, resztę mieszkańców wysiedlili lub wywieźli na roboty przymusowe. Budynki zostały rozebrane, a materiał z rozbiórki użyty do budowy okopów.
Do 1954 roku miejscowość była siedzibą gminy Ruda. W latach 1975–1998 miejscowość należała administracyjnie do województwa łomżyńskiego.
Wierni kościoła rzymskokatolickiego należą do parafii Wniebowstąpienia Pańskiego w Osowcu.